# Liga Centroamericana de clubes de baloncesto 2018
La Liga Centroamericana de Clubes de baloncesto 2018 se celebró del 14 al 18 de noviembre de 2018 en la ciudad de Managua (Nicaragua).

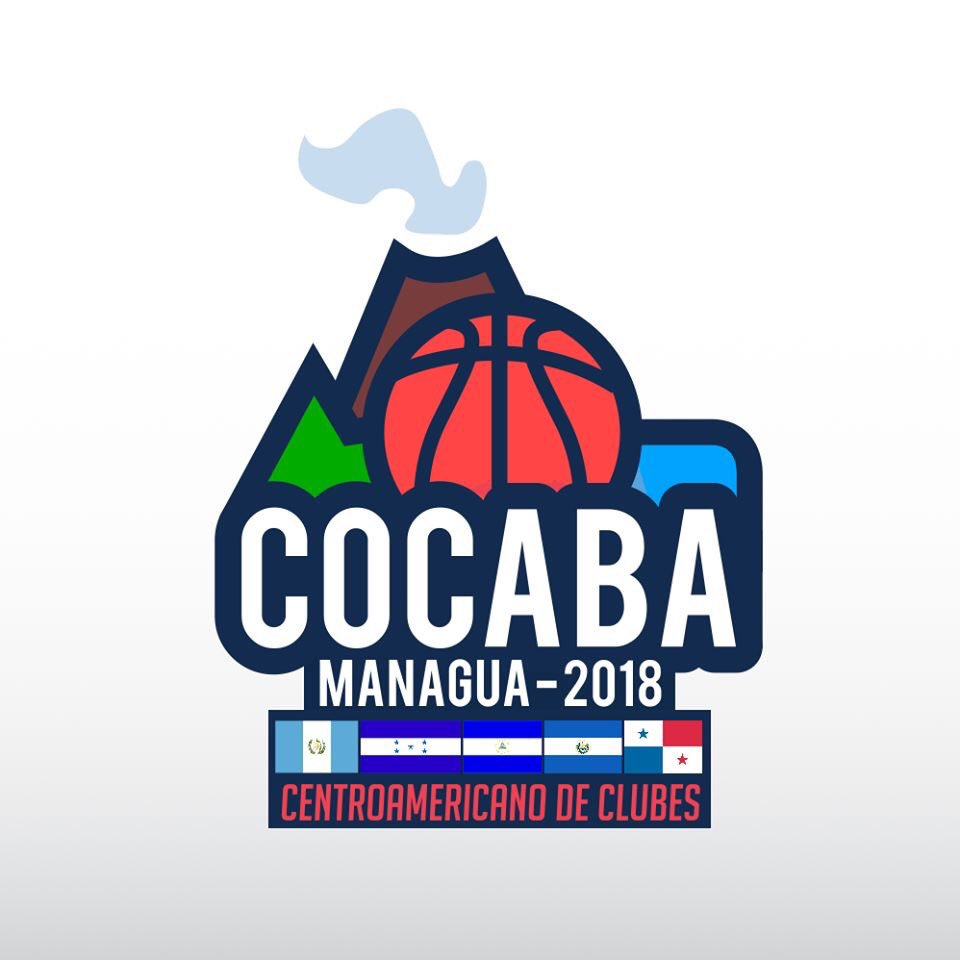
Logotipo de Managua 2018

## Participantes
- Santa Tecla BC
- Xela BC
- Banco Atlántida
- Correcaminos de Colón
- Real Estelí

## Resultados
| Equipo                | PJ | PG | PP | PF  | PC  | Dif  | Pts |
| --------------------- | -- | -- | -- | --- | --- | ---- | --- |
| Real Estelí           | 4  | 4  | 0  | 346 | 244 | +102 | 8   |
| Correcaminos de Colón | 4  | 3  | 1  | 382 | 239 | +143 | 6   |
| Banco Atlántida       | 4  | 2  | 2  | 335 | 296 | +39  | 4   |
| Santa Tecla BC        | 7  | 1  | 3  | 483 | 465 | +18  | 11  |
| Xela BC               | 7  | 0  | 4  | 461 | 516 | −55  | 10  |

- Jornada 1

| 14 de noviembre | Banco Atlántida                                           | 66–63                | Santa Tecla BC                                      |                                                             |  |
|                 | Parciales: 17–11, 9–26, 19–17, 21–9                       |                      |                                                     |                                                             |  |
|                 | Estadísticas O.Torres 19 O.Torres, A.Adegoke 11 A.Cacho 4 | Reporte Pts Reb Asts | Estadísticas 17 E.Ishman 15 Y.L. Haití 4 Y.L. Haití | Pabellón: Polideportivo Alexis Argüello, Managua, Nicaragua |  |

| 14 de noviembre | Xela BC                            | 25–105          | Real Estelí  |                                                             |  |
|                 | Parciales: 3–29, 5–26, 6–20, 11–26 |                 |              |                                                             |  |
|                 | Estadísticas                       | Reporte Pts Reb | Estadísticas | Pabellón: Polideportivo Alexis Argüello, Managua, Nicaragua |  |

- Jornada 2

| 15 de noviembre | Correcaminos de Colón              | 130–27          | Xela BC      |                                                             |  |
|                 | Parciales: 43–13, 29–6, 25–6, 33–2 |                 |              |                                                             |  |
|                 | Estadísticas                       | Reporte Pts Reb | Estadísticas | Pabellón: Polideportivo Alexis Argüello, Managua, Nicaragua |  |

| 15 de noviembre | Real Estelí                           | 94–86           | Banco Atlántida |                                                             |  |
|                 | Parciales: 27–26, 17–24, 26–19, 24–17 |                 |                 |                                                             |  |
|                 | Estadísticas                          | Reporte Pts Reb | Estadísticas    | Pabellón: Polideportivo Alexis Argüello, Managua, Nicaragua |  |

- Jornada 3

| 16 de noviembre | Banco Atlántida                       | 73–88           | Correcaminos de Colón |                                                             |  |
|                 | Parciales: 13–20, 16–13, 20–24, 24–31 |                 |                       |                                                             |  |
|                 | Estadísticas                          | Reporte Pts Reb | Estadísticas          | Pabellón: Polideportivo Alexis Argüello, Managua, Nicaragua |  |

| 16 de noviembre | Santa Tecla BC                       | 68–77           | Real Estelí  |                                                             |  |
|                 | Parciales: 18–19, 6–17, 23–18, 21–23 |                 |              |                                                             |  |
|                 | Estadísticas                         | Reporte Pts Reb | Estadísticas | Pabellón: Polideportivo Alexis Argüello, Managua, Nicaragua |  |

- Jornada 4

| 17 de noviembre | Xela BC                              | 51–110          | Banco Atlántida |                                                             |  |
|                 | Parciales: 15–22, 13–27, 6–36, 17–25 |                 |                 |                                                             |  |
|                 | Estadísticas                         | Reporte Pts Reb | Estadísticas    | Pabellón: Polideportivo Alexis Argüello, Managua, Nicaragua |  |

| 17 de noviembre | Correcaminos de Colón                 | 99–65           | Santa Tecla BC |                                                             |  |
|                 | Parciales: 31-18, 21-19, 20–17, 27-11 |                 |                |                                                             |  |
|                 | Estadísticas                          | Reporte Pts Reb | Estadísticas   | Pabellón: Polideportivo Alexis Argüello, Managua, Nicaragua |  |

- Jornada 5

| 18 de noviembre | Santa Tecla BC                      | 108–42          | Xela BC      |                                                             |  |
|                 | Parciales: 29-12, 25-9, 28-6, 26-15 |                 |              |                                                             |  |
|                 | Estadísticas                        | Reporte Pts Reb | Estadísticas | Pabellón: Polideportivo Alexis Argüello, Managua, Nicaragua |  |

| 18 de noviembre | Real Estelí                          | 74–65           | Correcaminos de Colón |                                                             |  |
|                 | Parciales: 11-8, 17-16, 15–24, 31-17 |                 |                       |                                                             |  |
|                 | Estadísticas                         | Reporte Pts Reb | Estadísticas          | Pabellón: Polideportivo Alexis Argüello, Managua, Nicaragua |  |

## Medallero
| Evento                                            | Oro         | Plata                 | Bronce          |
| ------------------------------------------------- | ----------- | --------------------- | --------------- |
| Liga Centroamericana de clubes de baloncesto 2018 | Real Estelí | Correcaminos de Colón | Banco Atlántida |